# Jonathan Amon
Jonathan Oluwadara Amon (Summerville, 30 de abril de 1999) es un futbolista estadounidense. Juega como extremo y su equipo es el Vejle Boldklub de la Superliga de Dinamarca.

## Selección nacional
Tras jugar con la selección de fútbol sub-20 de Estados Unidos, finalmente hizo su debut con la selección absoluta el 16 de octubre de 2018 en un partido amistoso contra Perú que finalizó con un resultado de empate a uno tras el gol de Josh Sargent para Estados Unidos, y de Edison Flores para el combinado peruano. Su segundo encuentro con la selección lo disputó al año siguiente el 5 de junio contra Jamaica en calidad de amistoso, finalizando con un marcador de 0-1 a favor del combinado jamaicano tras el gol de Shamar Nicholson.

## Clubes
| Club            | País      | Año       | Partidos | Goles |
| --------------- | --------- | --------- | -------- | ----- |
| FC Nordsjælland | Dinamarca | 2017-2022 | 41       | 9     |
| Lyngby BK       | Dinamarca | 2023-2025 | 52       | 4     |
| Vejle Boldklub  | Dinamarca | 2025-     |          |       |